# 有害的男子氣概
有害的男子氣概（英語：toxic masculinity，或译为有毒的男子气概、有毒害的男子气概）是指当今社会中对于男性社交、心理不利的一些传统观念。「有害的男子氣概」有霸主意识、贬低女性、过分自主、抑制感情几大特征。
「有害的男子氣概」的害处可分为两方面：对于厌女、恐同、暴力展现出的從眾行為对于社会中的他人不利，而过度自主、抑制感情则容易造成男性本身出现抑郁、压力、物質濫用等心理问题。並非所有的男子氣概都有害，诸如投身工作、擅长体育、作為家庭支柱这类的传统在適當的範圍內都不見得有害。
「有害的男子氣概」是軍隊和美国监狱潜规则的一大特征。神話詩式男性運動另将“有害的男子氣概”这个词与其理论中在现代社会中消失的“真男子气概”相对立。

## 概览

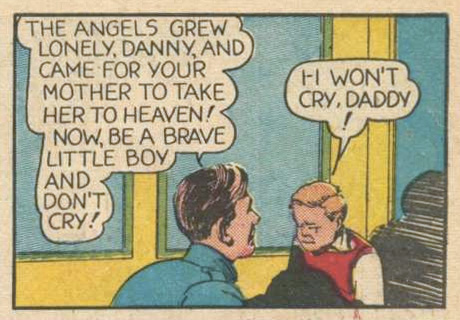
許多男生在小時候就會被教導抑制自己的情绪以符合對男性的刻板印象：图中的父亲在儿子母亲过世之后，告诉他“不哭，做个勇敢的男孩子”。

社会科学之所以要用到“有害的男子气概”这个词，是为了指出在传统的男子气概（男性的行为准则）观念中，有一些方面对男性、女性和整个社会不利。莱特学院心理系教授特里·库珀斯认为，“有害的男子气概”指的是“一系列拖累社会的男性特征”，这些特征鼓励“支配、贬低女性、恐同行为和无端暴力”。提出“有害的男子气概”这一概念不是为了妖魔化男性及其特征，而是为了指出男性受从众心理支配，做出的某些“传统男性”行为造成的伤害。
库珀斯称，“有害的男子气概”这个词是为了指出霸权男性气概的有害部分——厌女、恐同、贪婪、暴力稱霸。库珀斯认为，霸权男子气概的其余部分——“为体育胜利而骄傲、与朋友团结一致、在工作中取得成功、赚钱养家”——不属于“有害”的男子气概。
按心理學家罗纳德·F·黎凡特的说法，男性理想化的性別角色，如堅強、支配、自主和控制情緒，其社會化可追溯到婴儿時期。這些規範由父母、其他男性亲属和社区成员進行灌輸。許多媒體對男子氣概的表現亦常為“社群首领”般的性別角色之刻板印象。
來自同齡人的霸凌與家中的家庭暴力亦為“有害的男子气概”之表現形式，其形成的等级制度對一些男性有利，但對另一些男性則造成了傷害。
在美國監獄，監獄的男性工作者和囚犯的行為都可以反映出“有害的男子气概”。過度自主、透過暴力手段支配其它男性與避免女性化和弱勢的形象，都成為了囚犯們之間必要的應對技巧和潜规则。而通常被定義為殘酷的惩罚、壓抑的情感、社會的孤立和侵略的監獄條件，有可能會導致男性囚犯的自殺。

## 健康影響
堅持傳統男性文化規範，例如冒險、暴力、霸權、對工作的主導地位、對同性戀的不屑、需要控制情感、爭強好勝和追求社會地位等的男性，常常會更易遭受抑郁、壓力、身體意象問題、物質濫用和弱社會功能等心理問題。這些影響在一些追求自力更生、尋求超越女性的權力與性交易或“花花公子”行為等有害的男子氣概的人更為明顯。
自主的社会价值随着现代社会的相互依赖性越来越高而逐渐消失。而不論是自主還是還是壓抑情感表達，都會對心理健康造成負面影響，因為這會導致男性尋求心理幫助或擁有處理複雜感情的能力之可能性更低。初步研究表明，面對文化壓力而選擇隱忍和自力更生的男性，由於與醫生談論健康問題的可能性更低，他們的預期壽命亦可能縮短。
有害的男子氣概亦與社會因素造成的公共卫生問題相關，有該氣概的男性患皮膚癌的機率更高，
而他們“奖品狩猎”般的性行為增大了人類免疫缺陷病毒和其它性傳染病的傳播風險。

## 男性運動
一些與神話詩式的男人運動相關的作家曾使用「有害的男子氣概」這個詞將社會對男性殘暴、好鬥、獨立與冷酷的期望與“真正的”或“深刻的”男子气概進行比較，得出真正的男人在現代社會中已不存在的結論。谢泼德·布利斯（Shepherd Bliss）則提出以農本思想替代武士道德中產生的「有害的男子氣概」。
心理医生弗兰克·皮特曼曾寫過關於傳統男子氣概規範對男性有哪些危害，其中就包括縮短預期壽命、受暴死亡的機率更高和易患肺癌和肝硬化等疾病。1993年，他曾表示，這些「有害的男子氣概」的發生源於一些被女性撫養長大而缺乏男性角色模範的男性。但女權主義作家约翰·斯托尔滕贝格則從反男性主義的角度來研究這一问题。